# Saint-Rémy-sur-Creuse
 Saint-Rémy-sur-Creuse  es una población y comuna francesa, situada en la región de Poitou-Charentes, departamento de Vienne, en el distrito de Châtellerault y cantón de Dangé-Saint-Romain.

## Demografía
| 514 | 528 | 557 | 503 | 504 | 422 |
| Para los censos de 1962 a 1999 la población legal corresponde a la población sin duplicidades (Fuente: INSEE [Consultar]) |     |     |     |     |     |